# Mongo Santamaria

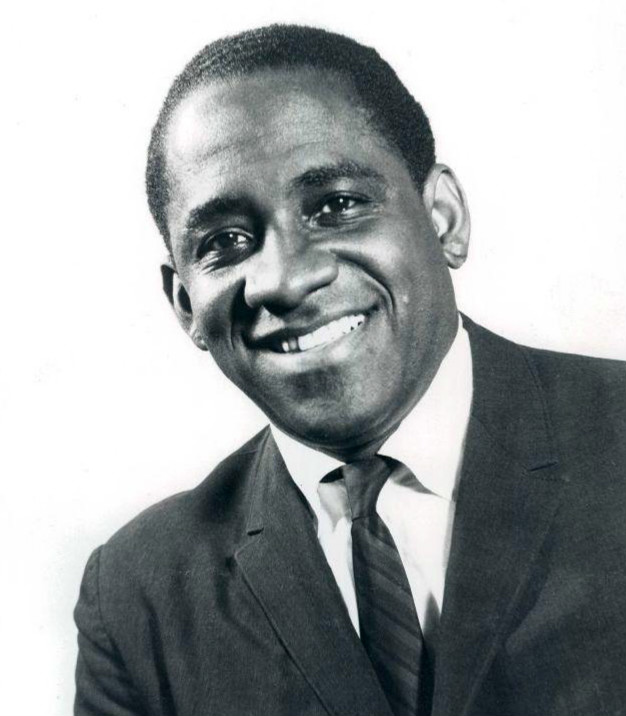
Mongo Santamaria, 1969.

Mongo Santamaria, eg. Ramon Santamaria, sångare, trumvirtuoso, född 7 april 1922 i Havanna, Kuba, död den 1 februari 2003 i Miami. Känd för sitt virtuosa congas-spel. Santamaria tilldelades en Grammy 1977 för albumet Dawn.
Han kom till New York på 1950-talet och skaffade sig kontakter med stora namn inom den latinska musiken som Tito Puente och Pérez Prado. 1963 släpptes hans version av Herbie Hancocks låt "Watermelon Man" som singel och hamnade på billboardlistans tionde plats. Han släppte under resten av 1960-talet många dansanta jazzalbum med latinsk "touch", och gjorde även egna versioner av stora hits från tiden. Cloud Nine var hans enda låt som förutom Watermelon Man hamnade på en någorlunda hög placering (#32) på Billboards singellista. På 1970-talet gick han tillbaka till rötterna och började spela afro-kubansk jazz, och det var vad han sedan sysslade med resten av sitt liv. Han dog till följd av en stroke 2003.